# جانی ویتاکر
جانی ویتاکر (انگلیسی: Johnny Whitaker؛ زادهٔ ۱۳ دسامبر ۱۹۵۹) هنرپیشه اهل ایالات متحده آمریکا است. از فیلم‌هایی که وی در آن نقش داشته است، می‌توان به ناپلئون و سمنتا اشاره کرد.